# The Zack Files
The Zack Files è una serie televisiva canadese di fantascienza/commedia prodotta dal 2000 al 2002.
La serie è stata trasmessa originariamente in Canada su YTV dal 17 settembre 2000 al 5 maggio 2002 mentre in Italia è andata in onda su Disney Channel.

## Trama
La serie racconta le incredibili avventure che capitano a Zack, vissute insieme ai suoi due migliori amici Cameron, detto Cam, e Spencer, detto Spence. Quest'ultimo cerca sempre di filmare quello che accade a Zack, ma l'unica cosa che riesce a ottenere sono delle mini-interviste alle persone che sono più o meno coinvolte, senza mai riuscire davvero a provare ciò che succede al suo amico. I filmati che ottiene entrano poi a far parte degli "Zack Files", file che comprendono stranezze molto diverse tra loro; come un paio di scarpe magiche, il personaggio di un videogioco che entra nella realtà o addirittura venire a conoscenza di essere in un telefilm.

## Personaggi e interpreti
- Zack Greenburg, interpretato da Robert Clark, doppiato da Stefano de Filippis.
- Spencer Sharpe, interpretato da Michael Seater, doppiato da Gaia Bolognesi.
- Cam Dunleavey, interpretato da Jake Epstein, doppiato da Davide Perino.
- Gwendolyn "Gwen" Killerby, interpretata da Katie Boland, doppiata da Gemma Donati.
- Vernon, interpretato da Noah Griffin, doppiato da Alessio De Filippis.

## Episodi
| Stagione         | Episodi | Prima TV Canada | Prima TV Italia |
| ---------------- | ------- | --------------- | --------------- |
| Prima stagione   | 26      | 2000-2001       |                 |
| Seconda stagione | 26      | 2001-2002       |                 |